# Be My Valentine (Anti-Crisis Girl)
Be My Valentine (Anti-Crisis Girl) – utwór ukraińskiej piosenkarki Switłany Łobody wydany w 2009 roku w formie singla i umieszczony na płycie kompilacyjnej artystki zatytułowanej Anti-Crisis Girl z 2009 roku. Utwór napisali Switłana Łoboda i Jewgeni Matiuszenko.
W 2009 roku utwór wygrał finał ukraińskich eliminacji eurowizyjnych, dzięki czemu reprezentował Ukrainę w 54. Konkursie Piosenki Eurowizji organizowanym w Moskwie. 14 maja utwór został zaprezentowany przez Łobodę w drugim półfinale widowiska i z szóstego miejsca awansował do sobotniego finału. W koncercie finałowym, odbywającym się 16 maja, zajął dwunaste miejsce z 76 punktami na koncie.

## Lista utworów
Digital download
1. „Be My Valentine (Anti-Crisis Girl)” – 3:00

## Notowania na listach przebojów
| Kraj            | Lista (2009)     | Najwyższe miejsce |
| --------------- | ---------------- | ----------------- |
| Ukraina         | Top 40           | 1                 |
| Szwecja         | Singles Top 60   | 46                |
| Wielka Brytania | UK Singles Chart | 167               |